# Heraclea Lyncestis
Heraclea Lyncestis (gr. Ἡράκλεια Λυγκηστίς, łac. Heraclea Lyncestis) – starożytne miasto greckie, leżące w ówczesnym Królestwie Macedonii, w późniejszych czasach należało do Imperium Rzymskiego. Jego ruiny znajdują się 2 km na południe od miasta Bitola w dzisiejszej Macedonii Północnej.

## Historia
Założone przez Filipa II Macedońskiego w połowie IV wieku p.n.e., po zdobyciu przez niego otaczających terenów i przyłączeniu ich do Królestwa Macedonii. Miasto zostało nazwane na cześć mitycznego greckiego herosa, Heraklesa. Nazwa Lynkestis pochodzi od nazwy starożytnego królestwa podbitego przez Filipa II, na którego terenie miasto się znajdowało.

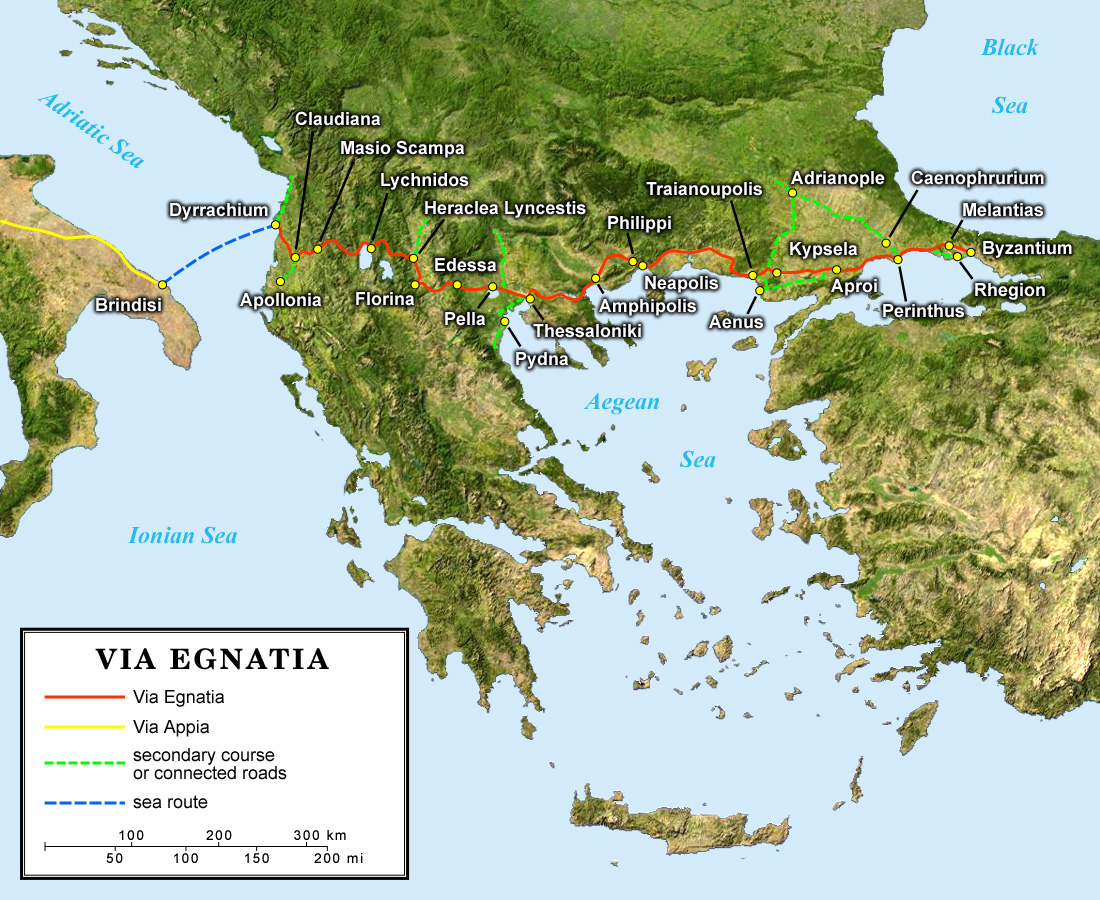
Heraclea Lycestis na Via Egnatia

Heraclea była miastem strategicznie ważnym podczas epoki hellenistycznej, ponieważ graniczyła z Epirem na zachodzie i z obszarami nienależącymi do Grecji na północy, lecz utraciła swoją rolę od połowy II wieku p.n.e., gdy Rzymianie podbili Królestwo Macedonii. Kiedy Rzymianie podzielili Macedonię na 4 prowincje, Heraclea znalazła się w prowincji Macedonia Prima. Główna droga rzymska na tym obszarze, Via Egnatia, biegła przez Heracleę będącą ważnym punktem postojowym. Głównie dzięki tej drodze utrzymany został dobrobyt miasta. Z czasów rzymskich rządów w Heraclei odnaleziono obiekty takie jak wotywne pomniki, portyk, termy, teatr i mury miasta.
We wczesnym okresie bizantyjskim (od IV do VI wieku n.e.) Heraclea była ważnym ośrodkiem biskupim. Niektórzy z jej biskupów są znani z aktów zgromadzeń kościelnych, jak biskup Evagrius z Heraclei i Quintilinus – wspomniani odpowiednio w aktach synodów w Sardice z 343 roku n.e i II Soboru Efeskiego z 449 roku n.e. Pozostałościami tego okresu są Mała i Wielka bazylika, siedziba biskupa i bazylika pogrzebowa przy nekropolii. Trzy nawy w Wielkiej Bazylice pokryte są mozaikami o bardzo bogatej kwiecistej i obrazowej ikonografii; te dobrze zachowane mozaiki określane są często jako doskonały przykład wczesnej sztuki chrześcijańskiej. Miasto było splądrowane przez Ostrogotów i Wizygotów pod dowództwem Teodoryka Wielkiego w 472 roku n.e. i ponownie w 479 roku n.e., pomimo ofiarowania najeźdźcom przez biskupa wielkiego okupu. Odbudowano je pod koniec V i na początku VI wieku. Od trzęsienia ziemi w 518 roku n.e. mieszkańcy Heraclei zaczęli stopniowo opuszczać miasto.
Następnie pod koniec VI wieku w okolicy miasta osiedlili się Draguwici, słowiańskie plemię wypchnięte z północy przez Awarów. Ostatnia emisja monety pochodzi z około 585 roku, co sugeruje, że miasto zostało ostatecznie przejęte przez Słowian. W miejscu opuszczonego miasta zbudowano kilka chat.

## Rzymski teatr
Teatr został zbudowany przez rzymskiego cesarza Hadriana na wzgórzu w centrum miasta. Zaczął być użytkowany podczas panowania Antoninusa Piusa. Mały bilet z kości na miejsce w czternastym rzędzie (na 20) znaleziony w 1931 roku jest najwcześniejszym znanym dowodem na istnienie teatru. Same pozostałości teatru zostały odnalezione dopiero w 1968 roku. W środku znajdowały się 3 klatki dla zwierząt, a w zachodniej części – tunel. Teatr przestał być użytkowany pod koniec IV wieku n.e., kiedy zakazano walk gladiatorów w Cesarstwie Rzymskim z powodu rozpowszechnienia się chrześcijaństwa i zaniechania rytuałów oraz rozrywek uważanych wówczas za pogańskie.

## Mozaiki w Bazylikach

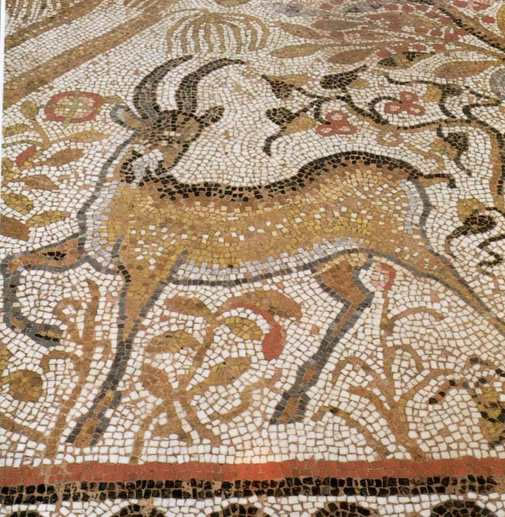
Jedna z mozaik w bazylice

Małą bazylikę odkryto podczas prac wykopaliskowych prowadzonych przed II wojną światową, pomiędzy 1936 a 1938 rokiem. Na początku sądzono, że jest to antyczny pałac, lecz w późniejszych badaniach w latach 1960–1964 stało się jasne, że była to bazylika z czasów wczesnego chrześcijaństwa. Odkopano kilka pomieszczeń, których posadzki zdobione są mozaikami. W pierwszym pomieszczeniu, przeznaczonym do chrztów, mozaika wykonana jest techniką „opus sectile”, natomiast w drugim pomieszczeniu – techniką „opus tessellatum”. Funkcje tych sal zmieniły się po wybudowaniu Wielkiej Bazyliki.
Wielka Bazylika to monumentalny budynek z przestrzenią wolno stojących kolumnad, egzonarteksów, narteksu, dwóch północnych aneksów i trzech południowych aneksów. Posadzki w pomieszczeniach zdobione są mozaikami o geometrycznych i kwiecistych wzorach. Mozaika w narteksie (przedsionku) należy do wczesnej sztuki bizantyjskiej i jest wielką kompozycją o powierzchni 100 m². Znajdują się na niej ptaki, drzewa, krzewy, czerwony pies – symbol raju, oraz bestie jako domena Ziemi. Mozaika powstała pod koniec VI wieku. Wielka Bazylika jest zbudowana na miejscu wcześniejszej, utworzonej pomiędzy IV a VI wiekiem.
Mozaika podłogowa Wielkiej Bazyliki przedstawiona jest na rewersie macedońskiego banknotu o nominale 5000 denarów, wprowadzonego do obiegu w 1996 roku.
Siedziba biskupia została odkryta pomiędzy 1970 a 1975 rokiem. Zachodnią część budowli odkryto jako pierwszą, następnie południową stronę, która znajduje się przy murze. Luksusowe pokoje są usytuowane we wschodniej części. Podłogi drugiego, trzeciego i czwartego pokoju zdobione są mozaikami. Pomiędzy trzecim a czwartym pomieszczeniem znajduje się otwór, który prowadzi do wschodniego wejścia do rezydencji i został celowo utworzony pomiędzy IV a VI wiekiem.

## Galeria

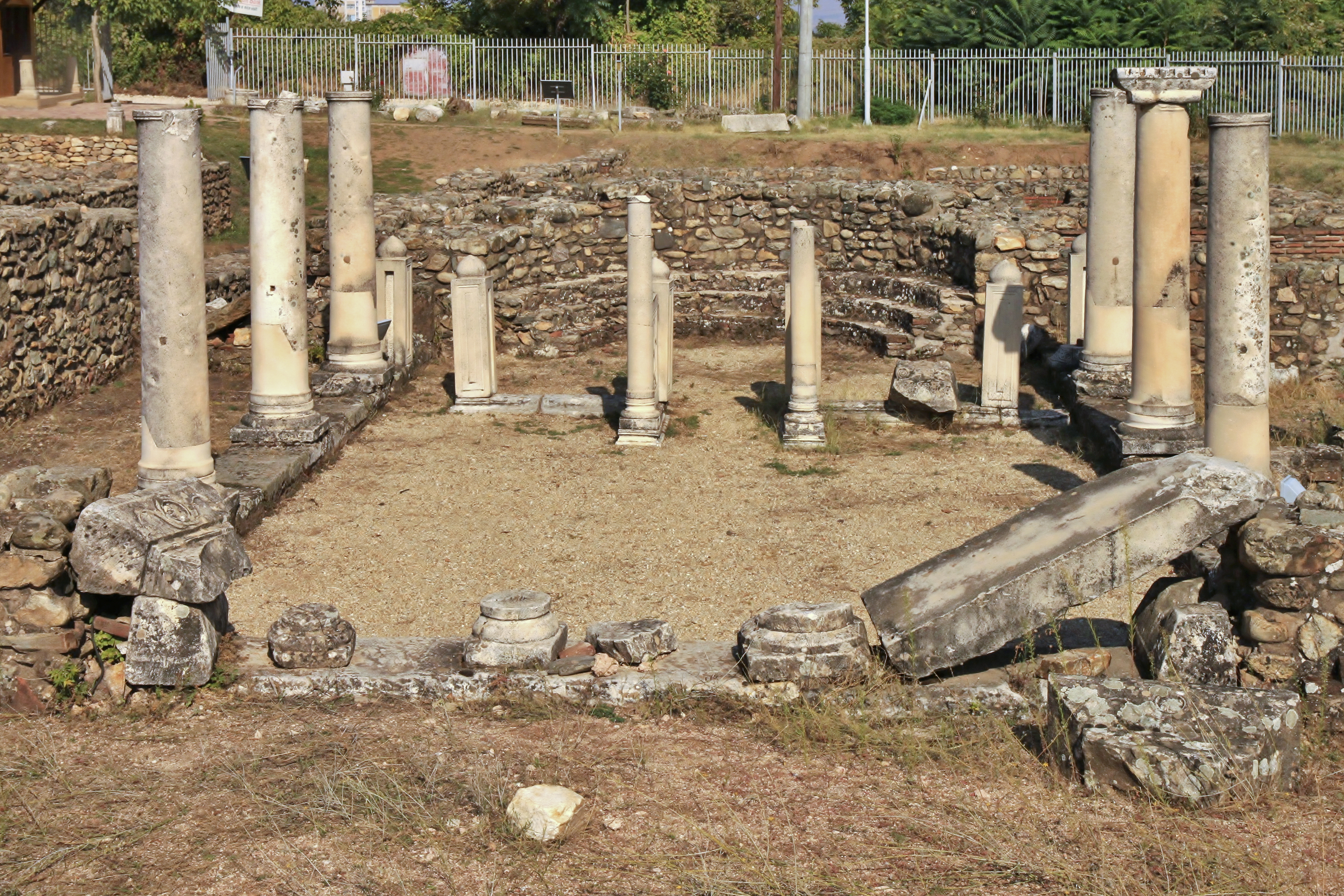
Mała Bazylika (IV–VI wiek)
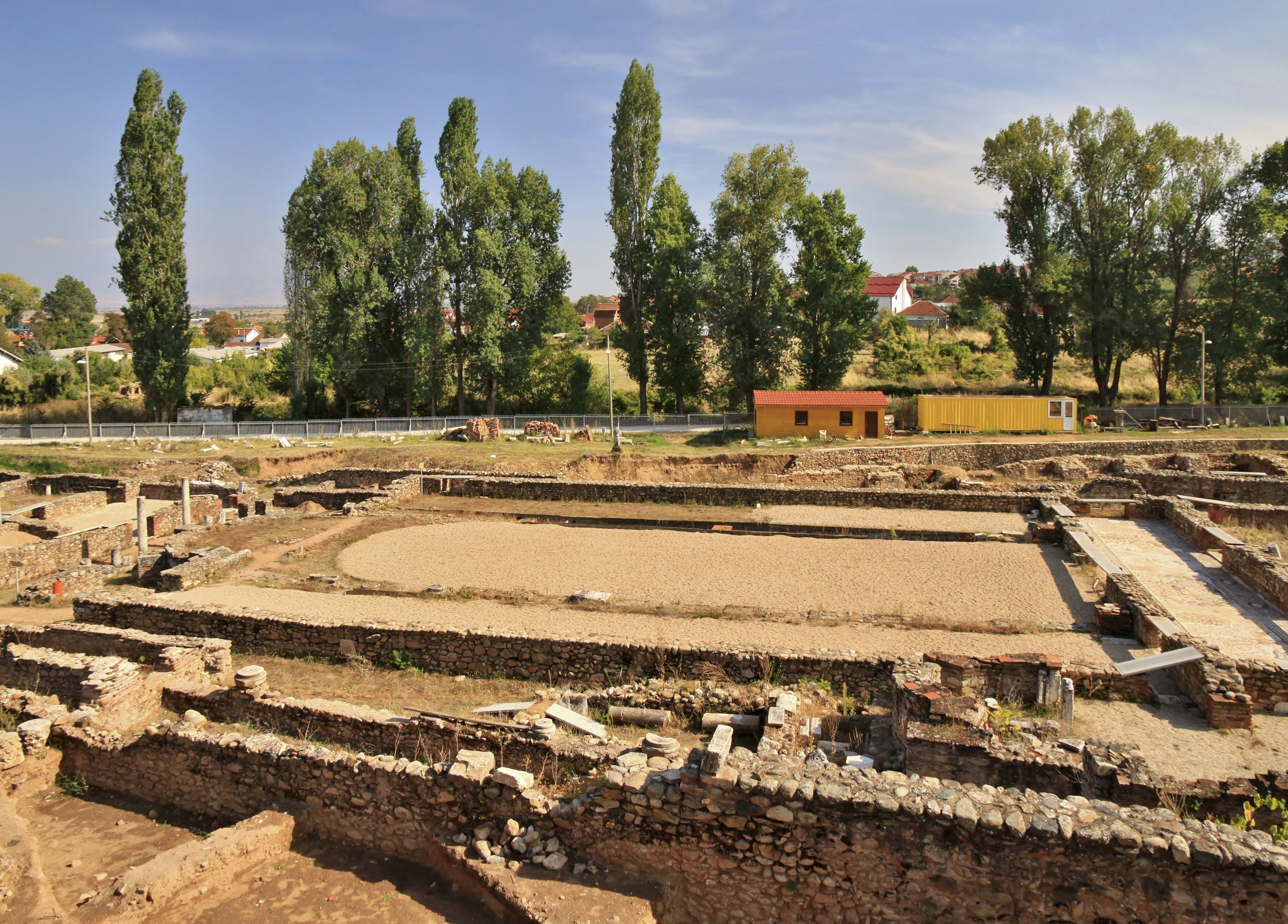
Pozostałości Wielkiej Bazyliki
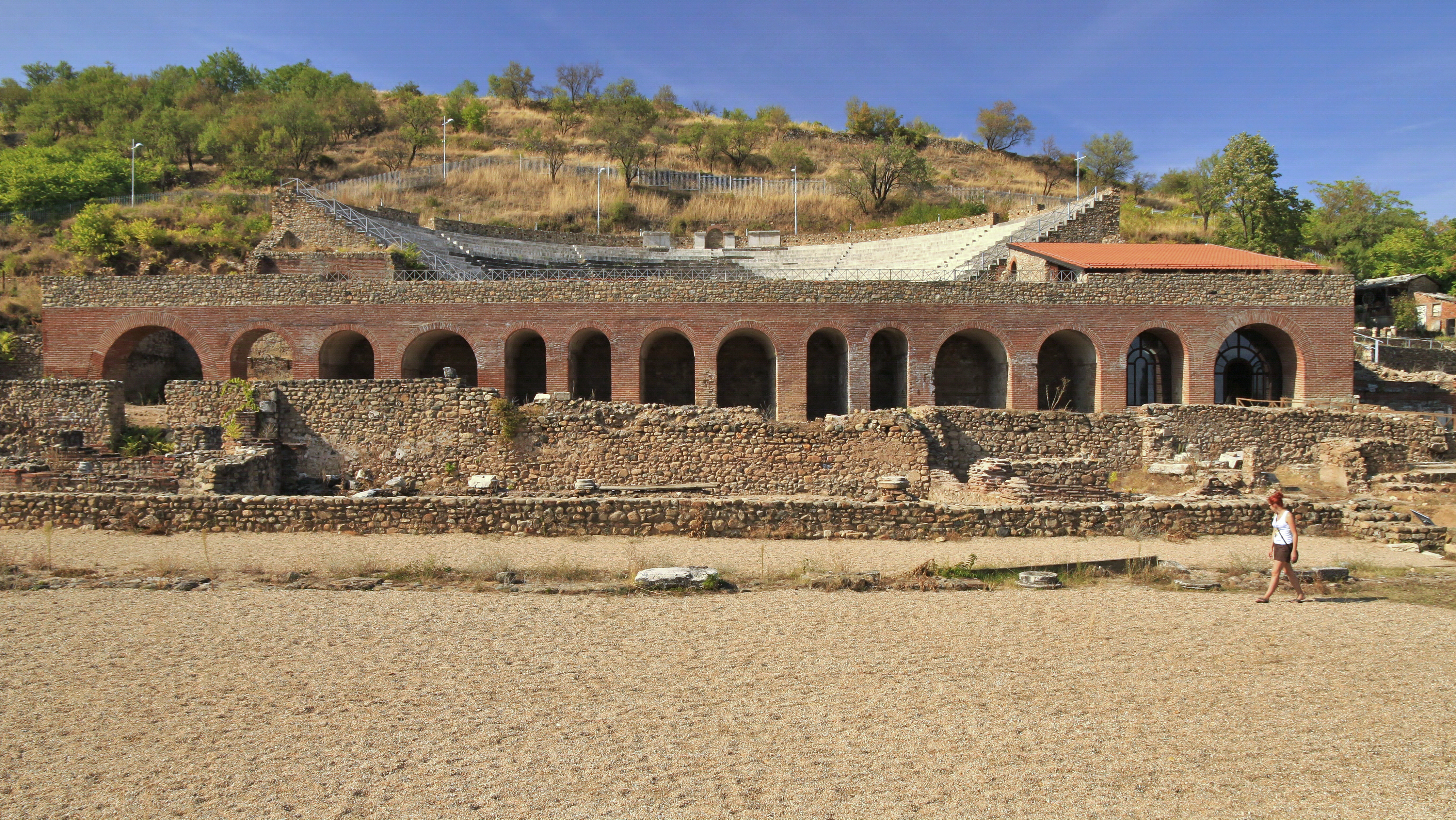
Teatr
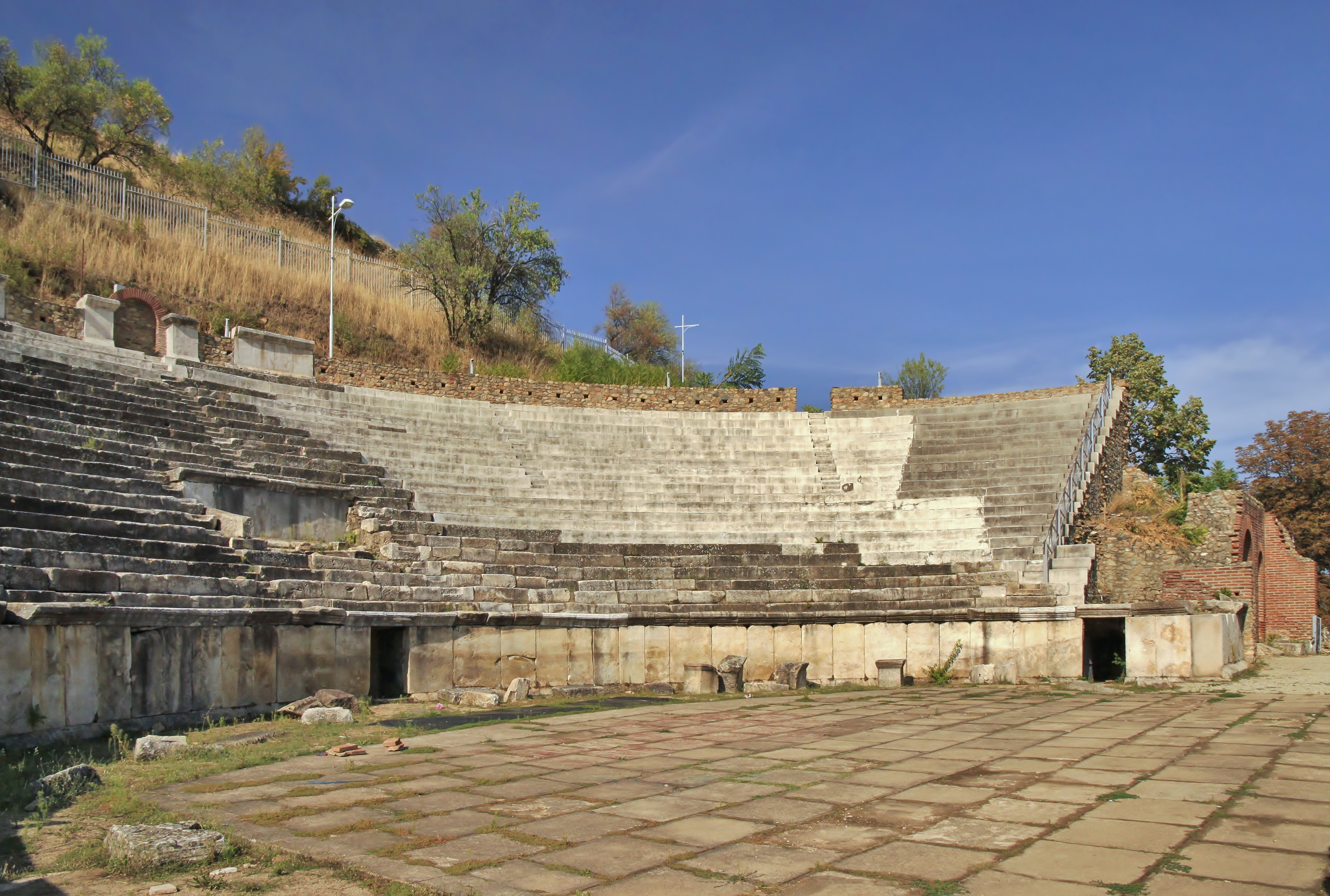
Teatr
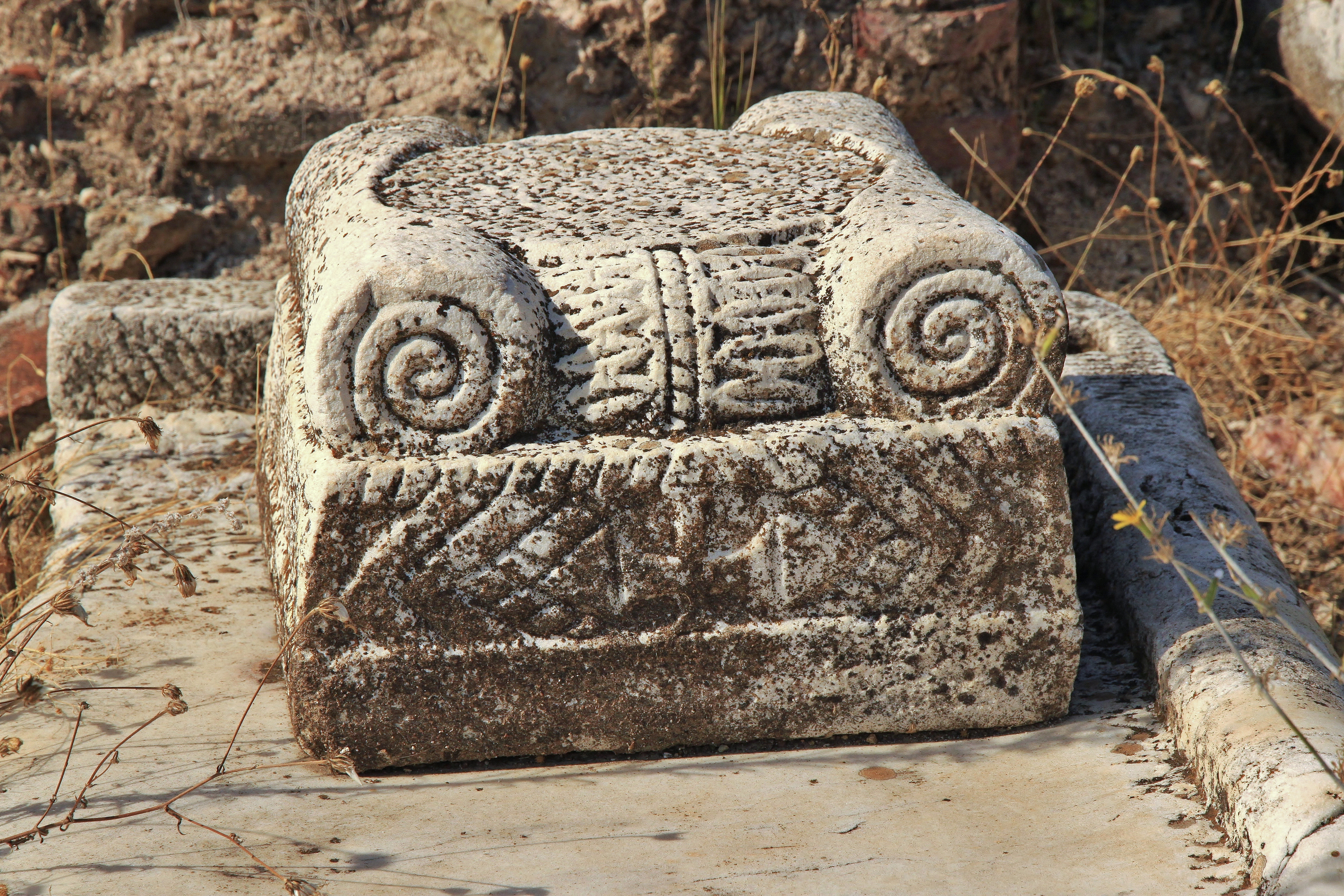
Kapitel
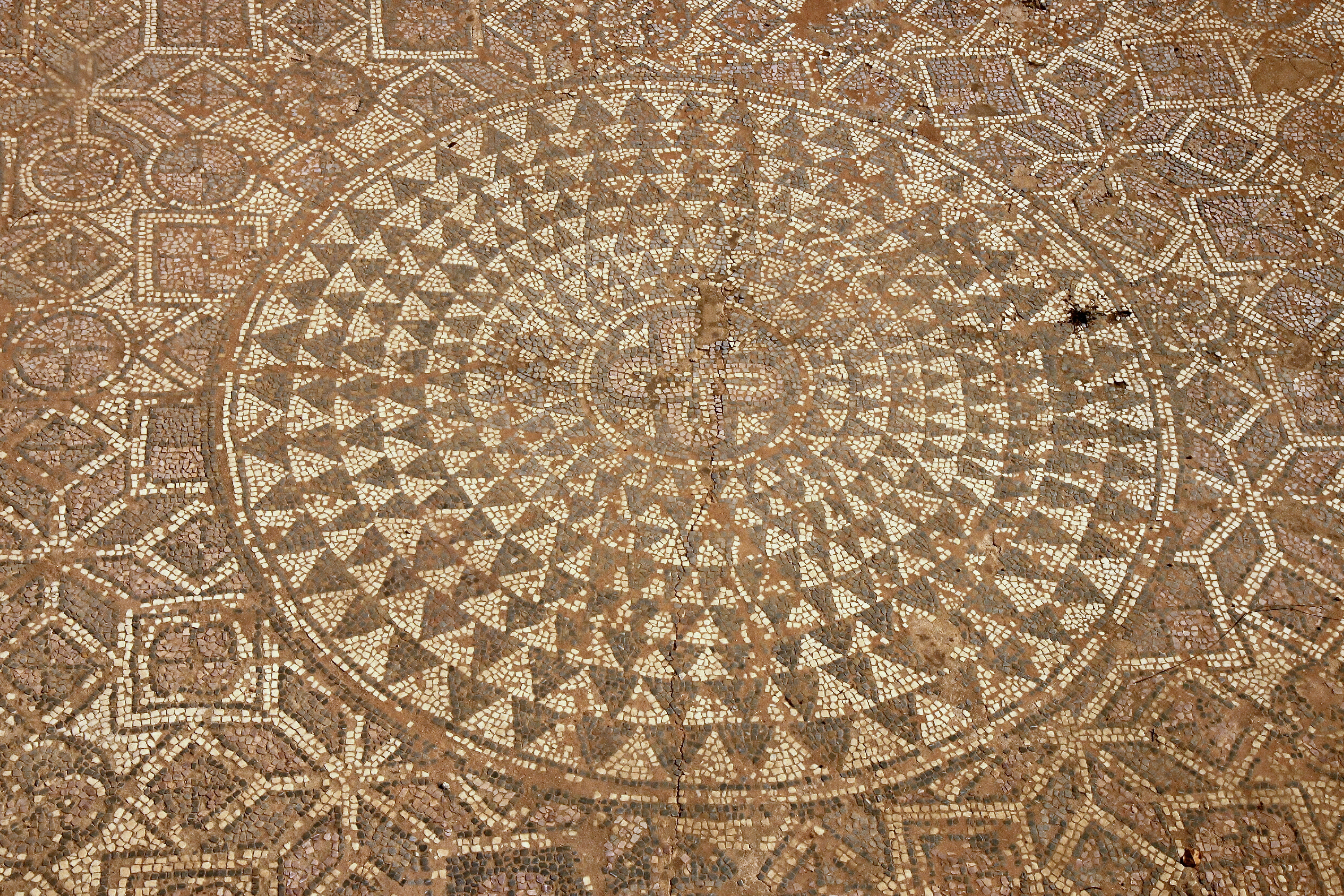
Okrągła mozaika
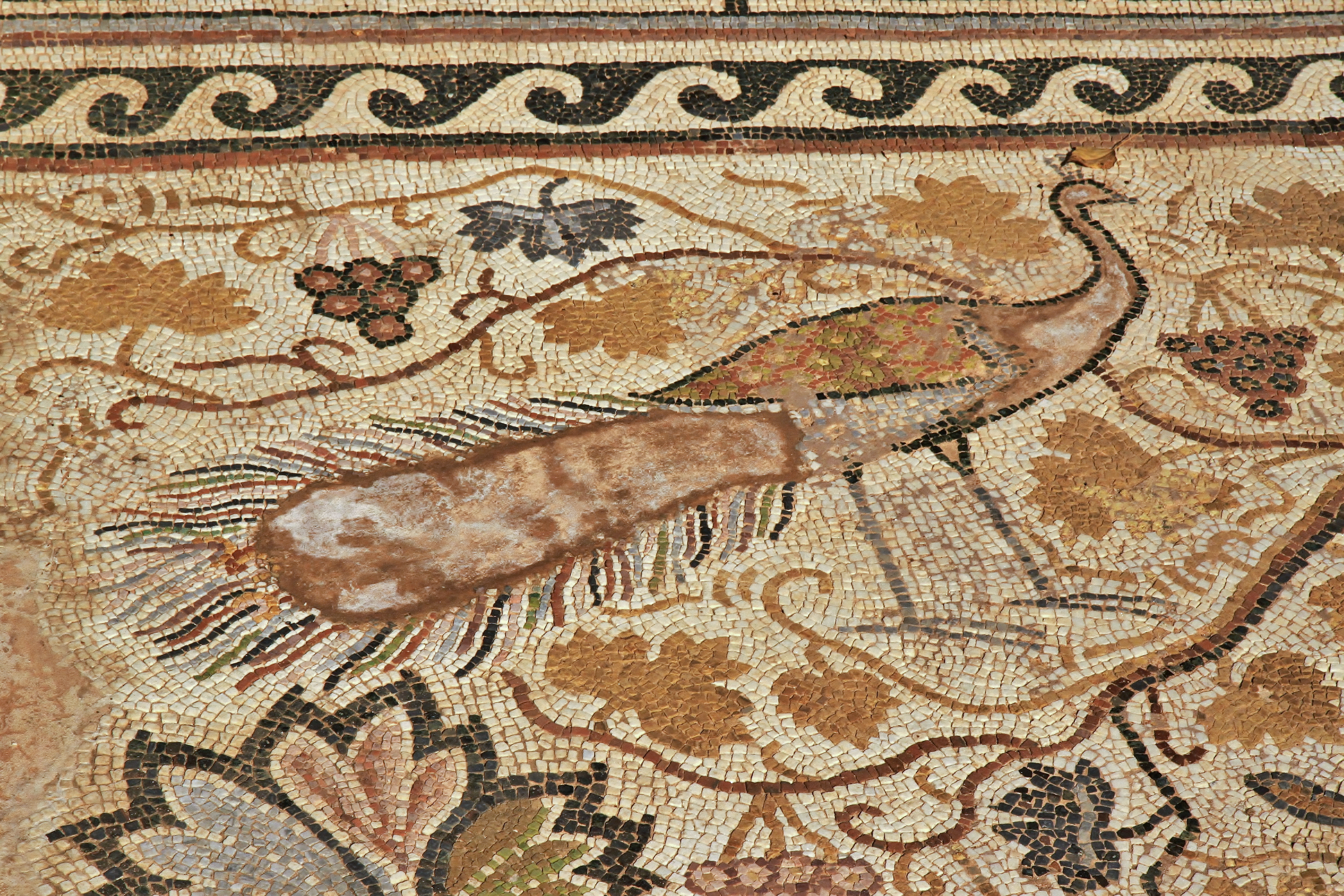
Mozaika
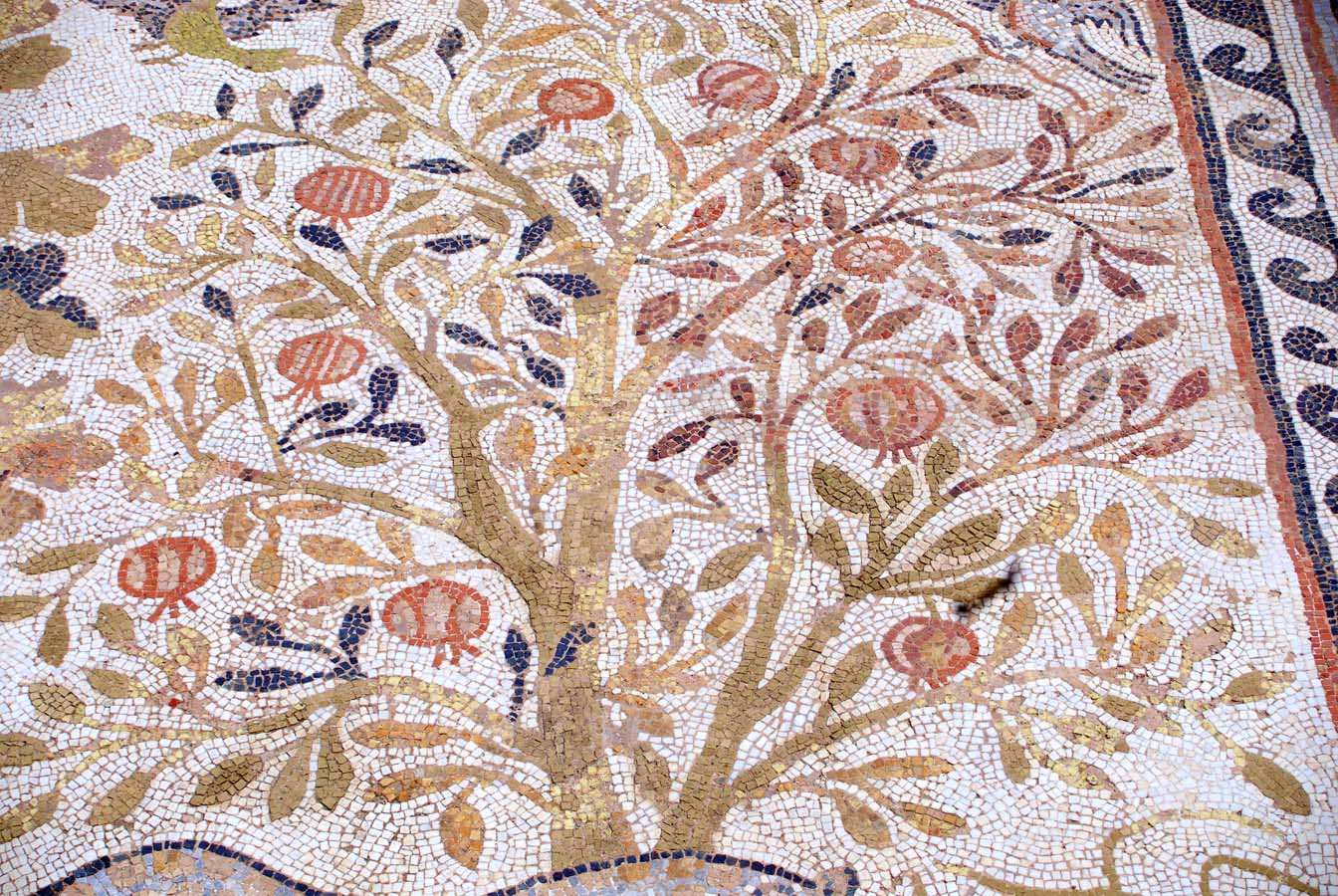
Mozaika